# 레인저 4호
레인저 4호(영어: Ranger 4)는 레인저 계획의 일부로, 달의 표면 사진을 찍고 지진계 캡슐을 달 지하에 "충돌 방식으로 설치"하며, 감마선 자료를 수집하고 달 표면의 레이다 반사율을 측정하기 위해 발사되었다. 탑재된 컴퓨터의 오작동으로 인해 태양 전지가 펼쳐지지 못했고 항법 장치가 가동되지 못했으며, 결국 과학적 자료 수집을 하나도 하지 못하고 달의 뒷면에 추돌하였다. 레인저 4호는 미국의 우주 탐사선 중 처음으로 다른 천체에 도달한 우주선이다.

## 우주선 설계

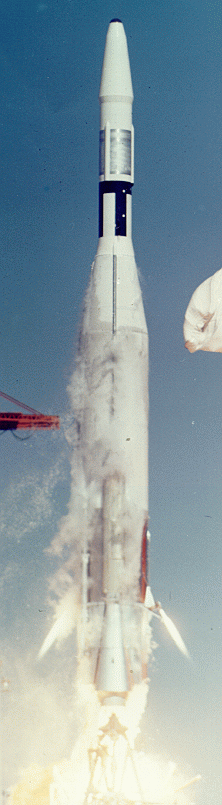
레인저 4호의 발사 모습.

레인저 4호는 레인저 3호와 동일하게 "블록 II 레인저 탐사선"에 속했다. 탐사선의 무게는 331 kg, 높이는 3.1 m였으며 "발사우드 충돌 제어기"가 설치된 달 충돌 캡슐이 있었다. 캡슐의 지름은 65 cm로, 단일추진제 경로 수정 엔진과 추진력 5080 lbf(22.6 kN)의 역추진 로켓이 달렸다. 우주선 기판은 금 및 크로뮴으로 도금된 지름 1.5 m 육각형 판이었으며, 이 기판에 고이득 안테나가 장착되었다. 폭이 5.2 m인 태양 전지판 2개 또한 기판에 장착되어 우주에서 펼쳐졌다. 전력은 태양 전지판에 포함된 태양 전지 8680개에서 발전했으며, 배터리는 11.5 kg, 저장 용량 1 kWh짜리 아연화 은 배터리를 사용했다.
우주선 조정은 SSD 컴퓨터와 지구에서 직접 명령을 내리는 방식 둘을 사용했다. 고도 조정은 지구 및 태양 추적기, 자이로스코프, 제트 분사기들을 이용했다. 통신 시스템은 960 MHz 대역을 사용했으며, 입력 3 W, 출력 50 W 짜리 고이득 안테나와 무지향성 안테나를 사용했다. 열 조절은 흰색 페인트, 금 및 크로뮴 도금, 은으로 도금된 플라스틱 판으로 해결했다. 레인저 3호 컴퓨터에서 열 살균으로 인해 오작동이 초래된 것으로 추정되었기 때문에, 이 절차는 레인저 4호에서 사라졌다. 달 캡슐에는 열로부터의 보호를 위한 톱니 모양이 그려져 있었다.
실험 장비들은 다음과 같았다.
- 비디콘 텔레비전 카메라: 스캔 과정을 개선하여 한 프레임 촬영에 10초가 걸렸다.
- 감마선 분광기 (1.8 m 봉에 매달림)
- 레이다 고도계
- 지진계 (달 캡슐)

달 캡슐에 실린 지진계에는 50 밀리와트 송신기, 전압 조정기, 턴스타일 안테나, 30일치 은-카드뮴 배터리 6개가 실렸고, 모두 달에 130~160 km/h로 충돌할 것을 상정하여 제작되었다. 레이다 고도계는 반사율 연구에 사용될 목적이었지만, 캡슐 분리 및 역추진 로켓 점화에도 사용할 예정이었다.

## 임무 상세

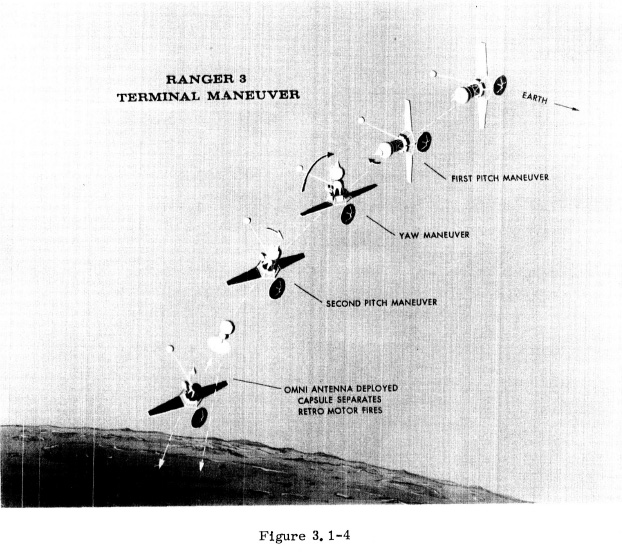
레인저 4호의 임무 과정 요약.

3월 초, 아틀라스 133D와 아제나 6004가 케이프커내버럴 공군 기지에 도착해 각종 점검을 진행했다. 기존까지와는 다르게 발사체와 탐사선 모두 모든 점검을 무리 없이 통과하였다. 4월 20일 레인저 4호는 발사체에 탑재되었고 4월 24일 오후 3시 50분에 발사되었다. 이번에는 발사 과정이 완벽하게 진행되었고, 아틀라스와 아제나 모두 정상적으로 작동하여 레인저 4호는 달 전이궤도에 진입하였다.
아제나 로켓으로부터 분리된 후, 레인저 4호의 통신 장비에 무엇인가 오류가 있음이 드러났다. 신호는 수신되고 있었지만 명령어를 보냈을 때 응답이 없었다. 또한 탐사선의 트랜스폰더가 불규칙적으로 변화하는 것으로 보아, 레인저 4호가 매우 심각하게 회전하고 있으며 고이득 안테나와 태양 전지가 펼쳐지지 않았음이 밝혀졌다.
아틀라스 아제나 로켓이 너무 완벽하게 작동했던 탓에, 레인저 4호는 달로 향할 때 중간에 궤도를 조정할 필요조차 없이 바로 달로 충돌하는 궤도로 진입했다. 이는 우주선이 고장났을 때는 역으로 심각하게 좋지 않다. 지상 관제소에서는 태양 전지판을 펴고 우주선의 회전을 멈추기 위해 수동으로 자세 조정 장치를 작동시키려고 시도했지만, 아무것도 작동하지 않았다. 제트 추진 연구소의 데이터 분석 팀에서는 레인저 4호 중앙 컴퓨터의 타이머가 멈췄으며, 이로 인해 기존에 예약되어 있던 통신 장비 가동 및 태양 전지판 전개가 일어나지 않았고, 수동으로 조작할 수도 없는 상황이 되었다고 결론지었다.
달 충돌이 확정지어졌음에도 탐사는 실패로 결론나버렸고, 발사체가 완벽히 동작했음에 만족해야 했다. 기존 레인저 1~3호에서 발생했던 발사체 문제는 모두 해결되었지만 탐사선 자체의 문제가 새로 생겼기 때문에 데이터를 하나도 보내오지 못했다. 또한 레인저 4호가 카리브해와 남아프리카 공화국 추적소 사이를 지나갈 때 문제가 발생하였기 때문에 타이머 문제가 왜 발생하였는지는 자세히 알지 못한다.
태양 전지가 없었기 때문에 레인저 4호의 배터리는 4월 26일 아침 방전되었고 통신기는 작동을 멈췄다. 지진계 캡슐의 소형 송신기는 50 밀리와트 신호를 계속해서 보내왔다. 레인저 4호는 결국 달의 뒷면, 동경 229.3, 남위 15.5 지점에 1962년 4월 26일 12:49:53(UTC)에 9600 km/h로 충돌했고, 64시간 동안의 비행을 거친 후였다.
NASA 관계자들은 최대한 레인저 4호를 긍정적으로 평가하려고 했다. 레인저 4호는 최초로 다른 천체에 도달한 미국 탐사선으로, 임무 목표는 달성하지 못했지만 아틀라스-아제나-레인저 묶음이 이상 없이 작동했던 최초 사레였다. 1959년 소련의 루나 2호보다 더 진보된 형태의 탐사선이었다는 점도 홍보했다. 레인저 4호는 최초로 달의 뒷면에 충돌한 탐사선이라는 칭호도 얻었다.

## 같이 보기
- 달
- 아폴로 계획